# Maruti XA Alpha
Maruti XA Alpha — концепт-кар, производившийся в Индии компанией Maruti.

## Описание
Впервые Maruti XA Alpha был представлен 28 мая 2013 года. После нескольких изменений в дизайне он был запущен в серийное производство в 2016 году под названием Vitara Brezza.
Цена XA Alpha должна была составлять менее 1 миллиона рупий. Вместимость — 5 человек.

## Технические характеристики
Maruti XA Alpha оснащается 1,4-литровым бензиновым двигателем Suzuki K или же 1,3-литровым турбодизельным двигателем Fiat D13A DDiS.